# لئونید لوباچف
لئونید لوباچف (انگلیسی: Leonid Lobachev؛ زادهٔ ۳۰ اوت ۱۹۶۶) وزنه‌بردار اهل بلاروس بود.
وی در مسابقات کشوری و بین‌المللی در مجموع برندهٔ ۱ مدال برنز شده‌است.